# Северный (Сосновский район)
Се́верный — посёлок в Сосновском районе Челябинской области. Входит в состав Кременкульского сельского поселения.

## География
Расстояние до районного центра, села Долгодеревенского, 34 км.

## Население
| 2002 | 2010 |
| ---- | ---- |
| 310  | ↗451 |

По данным Всероссийской переписи, в 2010 году численность населения посёлка составляла 451 человек (213 мужчин и 238 женщин).

## Улицы
Уличная сеть посёлка состоит из 33 улиц и 1 переулка.